# Warum gibt es die Welt?
Warum gibt es die Welt? (Originaltitel: The Life of the Cosmos) ist der Titel eines vom theoretischen Physiker Lee Smolin 1997 veröffentlichten Buches. In diesem befasst sich der Autor mit der Entstehung unseres Universums und stellt die These auf, dass alles Existierende das Ergebnis eines evolutionären Prozesses ist.

## Inhalt
Lee Smolin stellt die Behauptung auf, dass unser Universum zwar auf Naturgesetzen aufgebaut ist, diese physikalischen Gesetze aber selbst das Ergebnis einer Evolution sind. Somit koexistiert es mit anderen Universen in einem Multiversum, welche aufgrund des evolutionären Prozesses ganz anderen Naturgesetzen unterliegen. Die Verbindung der Universen stellen schwarze Löcher dar, die beim Kollabieren neue Universen entstehen lassen. Je nach dem Zusammenwirken der grundlegenden Konstanten und Parameter, wie zum Beispiel der Gravitationskonstante oder der Lichtgeschwindigkeit, kann es dazu führen, dass in einem dieser Universen schließlich Leben entsteht. Die Entstehung von Leben ist somit kein Zufall, sondern Resultat einer natürlichen kosmischen Auslese. Diese Hypothese ist jedoch laut Autor nicht komplett beweisbar. Im Anhang des Buches befasst sich Lee Smolin mit einigen ihm bekannten Argumenten, die gegen seine These vorgetragen wurden. Laut Aussage des Autors sind alle diese Gegenbeispiele widerlegbar, was er auch ausführlich versucht zu erklären.

## Ausgaben
- The life of the cosmos. Weidenfeld & Nicolson, London 1997, ISBN 0-297-81727-2.
- Warum gibt es die Welt?. C.H.Beck, München 1999, ISBN 3-406-44895-X
- Warum gibt es die Welt?. dtv, München 2002, ISBN 3-423-33075-9

## Rezeption
- Neue Zürcher Zeitung: „Dass vieles von dem, was Smolin schreibt, höchst spekulativ ist, wird ihm in Anbetracht des Themas wohl niemand vorwerfen können. Entscheidend ist, mit welcher Ernsthaftigkeit der Autor zu Werke geht. Hier schreibt einer, der nach reiflichen Überlegungen zu dem Schluss gekommen ist, dass unsere heutige Sichtweise des Universums viel zu kurz greift.“

- Dr. Harald Zaun auf astronomie.de: „Smolin, den einige bereits jetzt schon zum "kosmischen Darwin" hochstilisieren, hat ein brillantes Werk komponiert, das sich sowohl für den Spezialisten als auch für den interessierten Laien eignet. Es ist in jeder Hinsicht lesenswert und desgleichen spannend wie originell. Seine provokanten Thesen müssen nicht unbedingt der Weisheit letzter Schluß sein.“[1]